# Maria de Württemberg (1818-1888)
Maria de Württemberg (em alemão: Marie von Württemberg; 25 de março de 1818 - 10 de abril de 1888) foi a última condessa do estado alemão de Hesse-Philippsthal.

## Biografia
Maria era a filha mais velha do duque Eugénio de Württemberg e da sua primeira esposa, a princesa Matilde de Waldeck e Pyrmont.
A 9 de outubro de 1845, Maria casou-se com Carlos de Hesse-Philippsthall, herdeiro do estado com o mesmo nome, que se tornaria conde com o nome de Carlos II de Hesse-Philippsthall. O casal teve dois filhos:
1. Ernesto de Hesse-Philippsthal (20 de dezembro de 1846 - 22 de dezembro de 1925, morreu solteiro e sem descendentes, extinguindo assim a linha de sucessão de Hesse-Philippsthall.
2. Carlos de Hesse-Philippsthall (3 de fevereiro de 1853 - 3 de setembro de 1916), morreu solteiro e sem descendência.

O estado de Hesse-Philippsthall foi anexado pelo Reino da Prússia após a Guerra Austro-Prussiana de 1866, o que fez com que Maria, o seu marido e filhos perdessem os seus títulos.

## Genealogia
| Maria de Württemberg | Pai: Eugénio de Württemberg       | Avô paterno: Eugénio Frederico de Württemberg       | Bisavô paterno: Frederico II Eugénio, Duque de Württemberg        |
| Maria de Württemberg | Pai: Eugénio de Württemberg       | Avô paterno: Eugénio Frederico de Württemberg       | Bisavó paterna: Frederica de Brandemburgo-Schwedt                 |
| Maria de Württemberg | Pai: Eugénio de Württemberg       | Avó paterna: Luísa de Stolberg-Gedern               | Bisavô paterno: Cristiano Carlos de Stolberg-Gedern               |
| Maria de Württemberg | Pai: Eugénio de Württemberg       | Avó paterna: Luísa de Stolberg-Gedern               | Bisavó paterna: Leonor de Reuss-Lobenstein                        |
| Maria de Württemberg | Mãe: Matilde de Waldeck e Pyrmont | Avô materno: Jorge I, Príncipe de Waldeck e Pyrmont | Bisavô materno: Carlos Augusto, Príncipe de Waldeck e Pyrmont     |
| Maria de Württemberg | Mãe: Matilde de Waldeck e Pyrmont | Avô materno: Jorge I, Príncipe de Waldeck e Pyrmont | Bisavó materna: Cristiana Henriqueta do Palatinado-Zweibrücken    |
| Maria de Württemberg | Mãe: Matilde de Waldeck e Pyrmont | Avó materna: Augusta de Schwarzburg-Sondershausen   | Bisavô materno: Augusto II, Príncipe de Schwarzburg-Sondershausen |
| Maria de Württemberg | Mãe: Matilde de Waldeck e Pyrmont | Avó materna: Augusta de Schwarzburg-Sondershausen   | Bisavó materna: Cristina de Anhalt-Bernburg                       |